# Маріон (Кентуккі)
Маріон (англ. Marion) — місто (англ. city) в США, в окрузі Кріттенден штату Кентуккі. Населення — 2916 осіб (2020).

## Географія
Маріон розташований за координатами 37°19′53″ пн. ш. 88°4′45″ зх. д. / 37.33139° пн. ш. 88.07917° зх. д. (37.331456, -88.079121).  За даними Бюро перепису населення США в 2010 році місто мало площу 8,68 км², з яких 8,61 км² — суходіл та 0,07 км² — водойми.

## Демографія
Згідно з переписом 2010 року, у місті мешкало 3039 осіб у 1275 домогосподарствах у складі 774 родин. Густота населення становила 350 осіб/км².  Було 1496 помешкань (172/км²).
Расовий склад населення:
| - 95,7 % — білих - 2,1 % — чорних або афроамериканців - 0,7 % — корінних американців - 0,3 % — азіатів |

До двох чи більше рас належало 1,1 %. Частка іспаномовних становила 0,8 % від усіх жителів.
За віковим діапазоном населення розподілялося таким чином: 20,4 % — особи молодші 18 років, 58,4 % — особи у віці 18—64 років, 21,2 % — особи у віці 65 років та старші. Медіана віку мешканця становила 42,3 року. На 100 осіб жіночої статі у місті припадало 93,4 чоловіків;  на 100 жінок у віці від 18 років та старших — 89,8 чоловіків також старших 18 років.
Середній дохід на одне домашнє господарство  становив 38 552 долари США (медіана — 28 909), а середній дохід на одну сім'ю — 47 999 доларів (медіана — 43 125). За межею бідності перебувало 29,0 % осіб, у тому числі 50,8 % дітей у віці до 18 років та 27,0 % осіб у віці 65 років та старших.
Цивільне працевлаштоване населення становило 1104 особи. Основні галузі зайнятості: освіта, охорона здоров'я та соціальна допомога — 26,7 %, виробництво — 17,4 %, транспорт — 11,6 %, роздрібна торгівля — 11,0 %.